# Stephen Jones
Stephen Jones, född 25 juli 1978, är en friidrottare från Barbados. Han deltog vid olympiska sommarspelen 2004.